# Liste der Biografien/Dok
Liste der Biografien |
Portal Biografien |
Personensuche
# |
A |
B |
C |
D |
E |
F |
G |
H |
I |
J |
K |
L |
M |
N |
O |
P |
Q |
R |
S |
T |
U |
V |
W |
X |
Y |
Z |
?
 
Da |
Db |
Dc |
Dd |
De |
Dg |
Dh |
Di |
Dj |
Dk |
Dl |
Dm |
Dn |
Do |
Dq |
Dr |
Ds |
Du |
Dv |
Dw |
Dy |
Dz
 
Doa |
Dob |
Doc |
Dod |
Doe |
Dof |
Dog |
Doh |
Doi |
Doj |
Dok |
Dol |
Dom |
Don |
Doo |
Dop |
Doq |
Dor |
Dos |
Dot |
Dou |
Dov |
Dow |
Dox |
Doy |
Doz
Die Liste der Biografien führt alle Personen auf, die in der deutschsprachigen Wikipedia einen Artikel haben. Dieses ist eine Teilliste mit 64 Einträgen von Personen, deren Namen mit den Buchstaben „Dok“ beginnt.

## Dok
- Dok, Mustafa (* 1971), deutsch-türkischer Regisseur und Filmproduzent
- Dok2 (* 1990), südkoreanischer Rapper und Plattenproduzent

### Doka
- Doka, Albi (* 1997), albanischer Fußballspieler
- Doka, Carl (1896–1980), Schweizer katholischer Publizist
- Đokaj, Ardijan (* 1979), montenegrinischer Fußballspieler
- Đokanović, Dragan (* 1958), bosnisch-herzegowinischer Politiker

### Doke
- Doke, Alexandra (* 2003), US-amerikanische Schauspielerin
- Doke, Clement M. (1893–1980), südafrikanischer Linguist
- Dökel, A. B. (1820–1880), Herzoglich braunschweig-lüneburgischer Hof-Uhrmacher, Turmuhren- und Bahnhofsuhren-Bauer und Freimaurer
- Dökel, Pakize Gözde (* 1997), deutschtürkische Fußballnationalspielerin
- Dökel, Tessa (* 2002), deutsche Schauspielerin
- Döker, Hamdi (* 1956), türkisch-österreichischer Produzent, Lineproducer, Autor und Kurator
- Döker, Judith, deutsche SchauspielerinJudith Döker

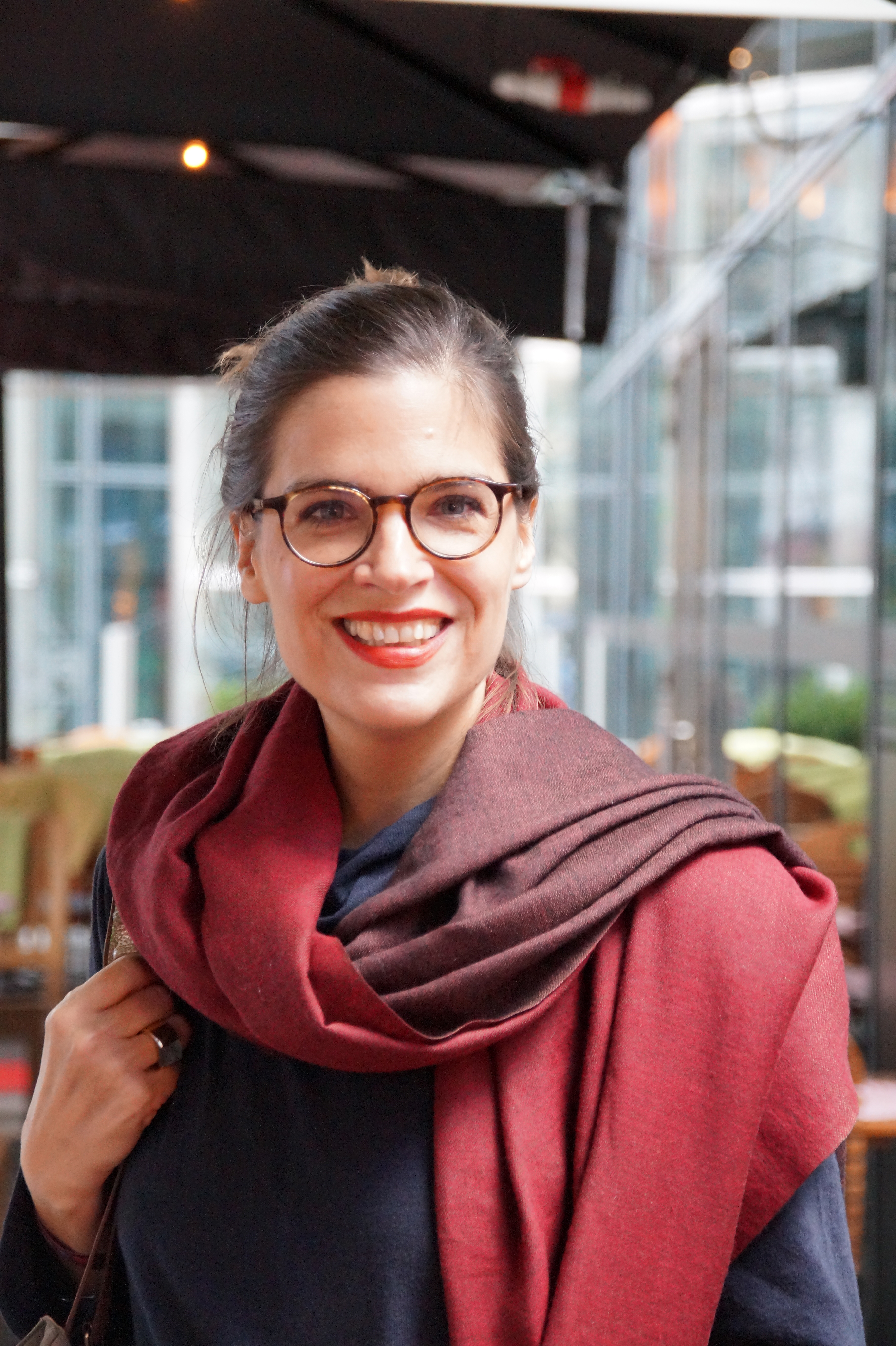
Judith Döker

- Dokes, Michael (1958–2012), US-amerikanischer Boxer

### Dokh
- Dokhar Shabdrung Tshering Wanggyel (1697–1763), tibetischer Gelehrter, Autor und Politiker

### Doki
- Đokić, Aleksandar (1933–2019), jugoslawischer Opernsänger (Bassbariton)
- Đokić, Ana (* 1979), montenegrinische Handballspielerin
- Đokić, Jadranka (* 1981), kroatische Schauspielerin
- Dokić, Jelena (* 1983), australische TennisspielerinJelena Dokić (* 1983)

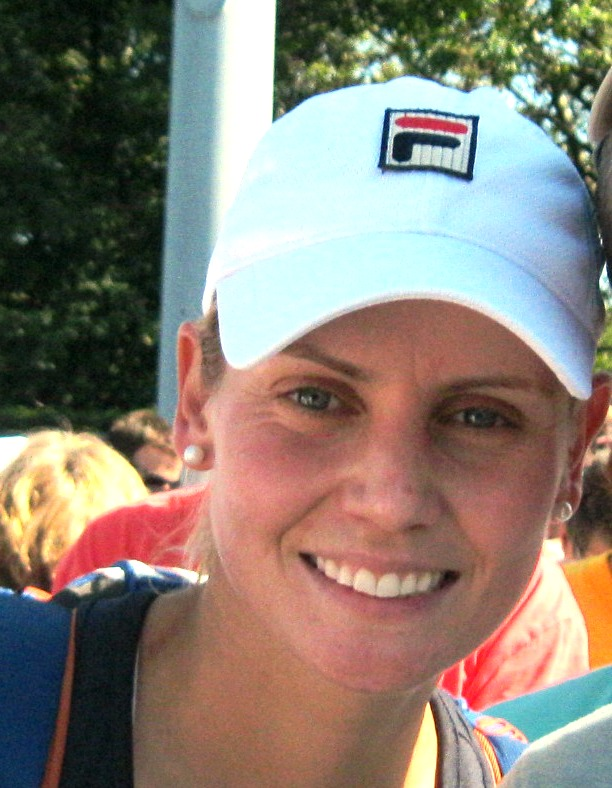
Jelena Dokić (* 1983)

- Đokić, Konstantin (* 1946), serbisch-orthodoxer Bischof für Mitteleuropa
- Đokić, Momčilo (1911–1983), jugoslawischer Fußballspieler
- Đokić, Rade (* 1983), bosnisch-herzegowinischer Fußballspieler und -trainer
- Dokimasia-Maler, griechischer Vasenmaler
- Dokimos, Satrap von Babylon
- Dokiwari, Duncan (* 1973), nigerianischer Boxer

### Dokk
- Dokken, Don (* 1953), US-amerikanischer Musiker
- Dokken, Frida (* 2001), norwegische Biathletin
- Dokken, Kenneth (* 1978), norwegischer Fußballspieler und -trainer

### Dokl
- Dokl, Peter (* 1985), slowenischer Biathlet
- Dokle, Namik (* 1946), albanischer Politiker
- Dokljakou, Aljaksej (* 1942), belarussischer Radrennfahrer

### Dokm
- Dokmak, Hussein (1982–2007), libanesischer Fußballspieler
- Dokmanović, Slavko (1949–1998), mutmaßlicher serbischer Kriegsverbrecher

### Dokn
- Doknić, Golub (* 1982), montenegrinischer und österreichischer Handballspieler

### Doko
- Dokō, Mayo (* 1996), japanische Fußballspielerin
- Dokō, Toshio (1896–1988), japanischer Unternehmer
- Dokolo, Sindika (1972–2020), kongolesischer Kunstsammler und Geschäftsmann
- Dokoupil, Jiří Georg (* 1954), deutscher Maler, Zeichner und Grafiker tschechischer Herkunft Junge Wilde
- Dokoupil, Stefan (* 1970), österreichischer Fotograf
- Dokoupil, Tom (* 1959), deutscher Maler, Musiker, Komponist, Schauspieler und Produzent
- Đoković, Damjan (* 1990), kroatischer Fußballspieler
- Đoković, Đorđe (* 1995), serbischer Tennisspieler
- Đoković, Jasna (* 1991), montenegrinische Fußballspielerin
- Đoković, Marko (* 1991), serbischer Tennisspieler
- Đoković, Novak (* 1987), serbischer TennisspielerNovak Đoković (* 1987)

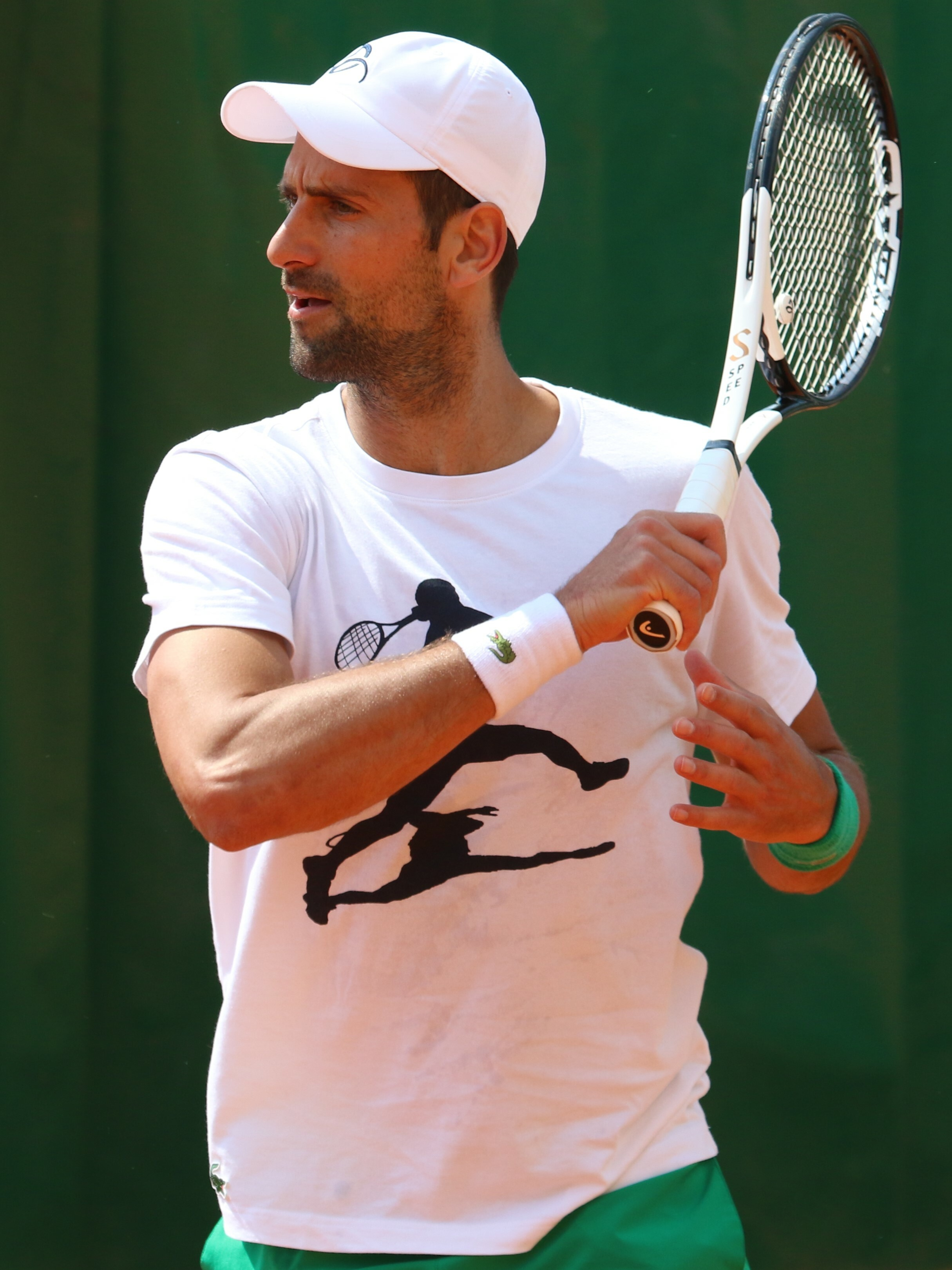
Novak Đoković (* 1987)

### Doks
- Dokschin, Ilja Wladimirowitsch (* 1981), russischer Eishockeyspieler
- Dokschizer, Juri Lwowitsch (* 1951), russischer Physiker
- Dokschizer, Timofei Alexandrowitsch (1921–2005), russisch-sowjetischer Trompeter, Dirigent und Komponist
- Dokšus, Stepas (* 1951), litauischer Politiker, Bürgermeister der Rajongemeinde Skuodas

### Dokt
- Dokter, Heinz (* 1921), deutscher Fußballspieler
- Dokter, Sofie (* 2002), niederländische Leichtathletin
- Doktor Allwissend (* 1976), deutscher Komiker
- Doktor, Martin (* 1974), tschechischer Kanute
- Doktor, Paul (1917–1989), österreichisch-amerikanischer Violinist und Dirigent
- Doktorowicz, Krystyna (* 1955), polnische Medienwissenschaftlerin, Politikerin und Senatorin

### Doku
- Doku, Jérémy (* 2002), belgischer FußballspielerJérémy Doku (* 2002)

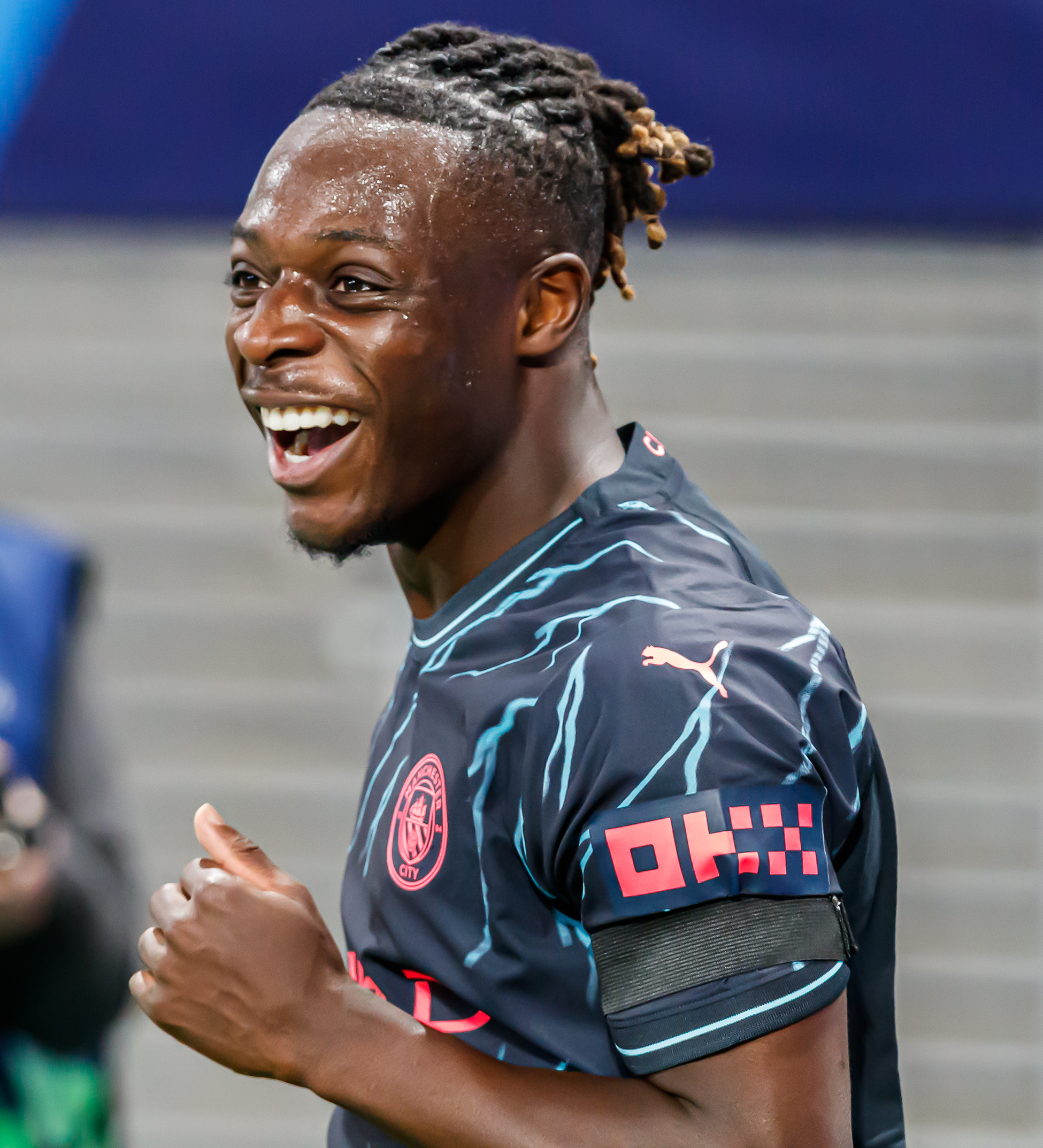
Jérémy Doku (* 2002)

- Dokubo-Asari, Mudschahid (* 1964), nigerianischer Politiker
- Dokupil, Ernst (* 1947), österreichischer Fußballspieler und -trainer
- Dokutschajew, Nikolai Wassiljewitsch (1891–1944), russisch-sowjetischer Architekt, Stadtplaner, Architekturtheoretiker, Hochschullehrer
- Dokutschajew, Wassili Wassiljewitsch (1846–1903), russischer Geologe, Mineraloge und Geograph

### Doky
- Doky, Chris Minh (* 1969), dänischer Jazzbassist
- Doky, Niels Lan (* 1963), dänischer Jazzmusiker (Piano, Komposition)
- Dokyi Affum, Castro (* 1988), ghanaischer Schauspieler
- Dōkyō († 772), japanischer buddhistischer Mönch